# Maison forte
Pour les articles homonymes, voir Forte.
Les maisons fortes ou maison fortifiées sont des édifices signalés dans les textes à partir du dernier tiers du XIIe siècle et y sont qualifiés de domus fortis, domus cum fortalitis, domus cum tota forteresia, domus cum poypia, fortalicium, domus et turris fortis. Ces édifices, qui ne sont pas des châteaux (castrum ou castellum), sont plus qu'une simple résidence (domus). Ce phénomène se poursuivra largement dans la première moitié du XIIIe siècle et prendra fin au début du XVIe siècle. Elles peuvent présenter l'aspect d'une maison solide avec tours ou avoir l'apparence d'une bâtisse construite de bric et de broc. Elles appartiennent soit à des cadets, à des parents ou à des alliés de familles seigneuriales, soit à des bourgeois devenus riches et exerçant des offices importants. La fortification d'une maison, c'est-à-dire l'adjonction de tours, de palissades, de fossés, de créneaux, supposait une autorisation spéciale du seigneur dominant et de tous les seigneurs voisins de la paroisse.

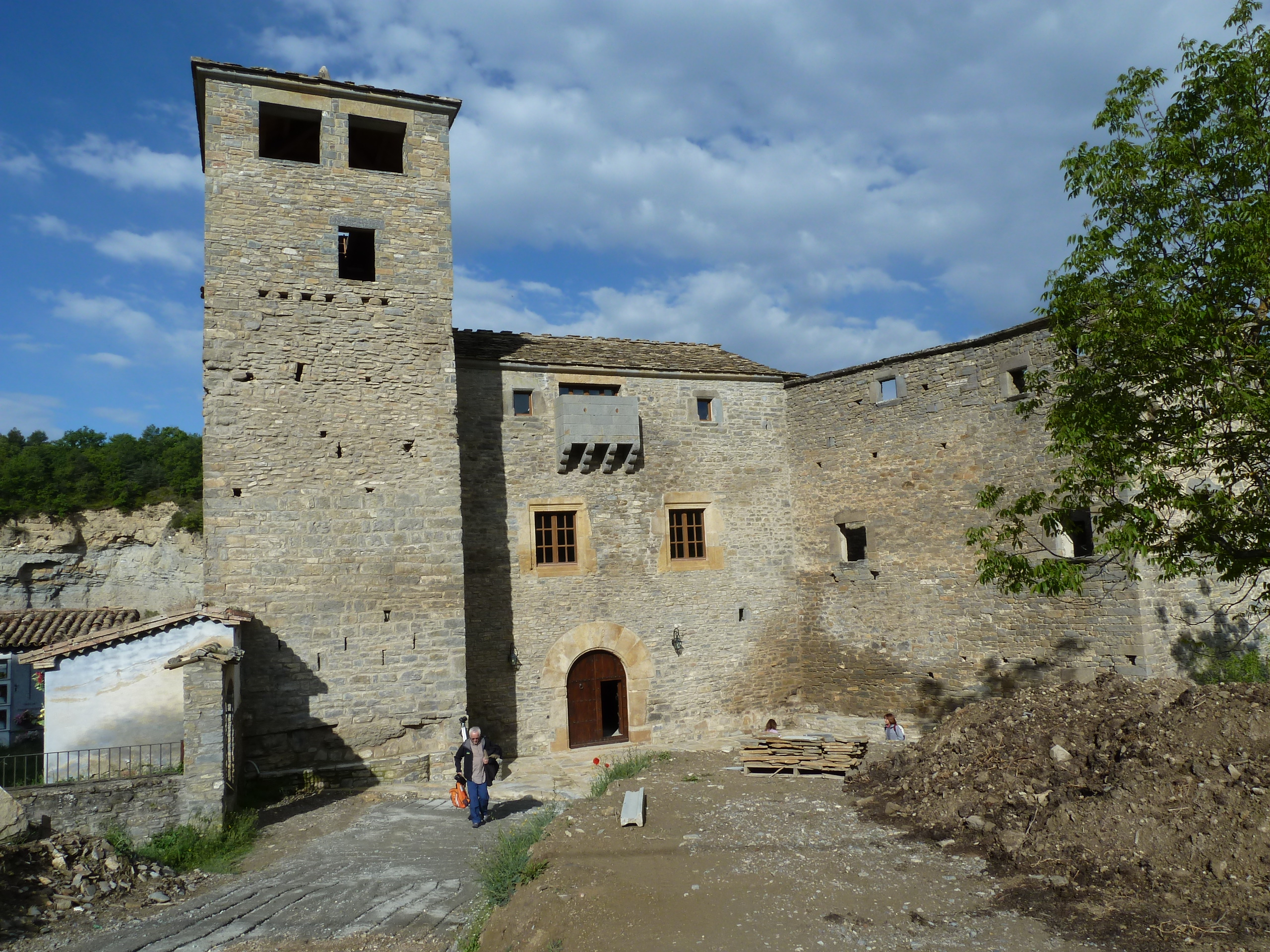
Casas torreadas del Alto Aragón.

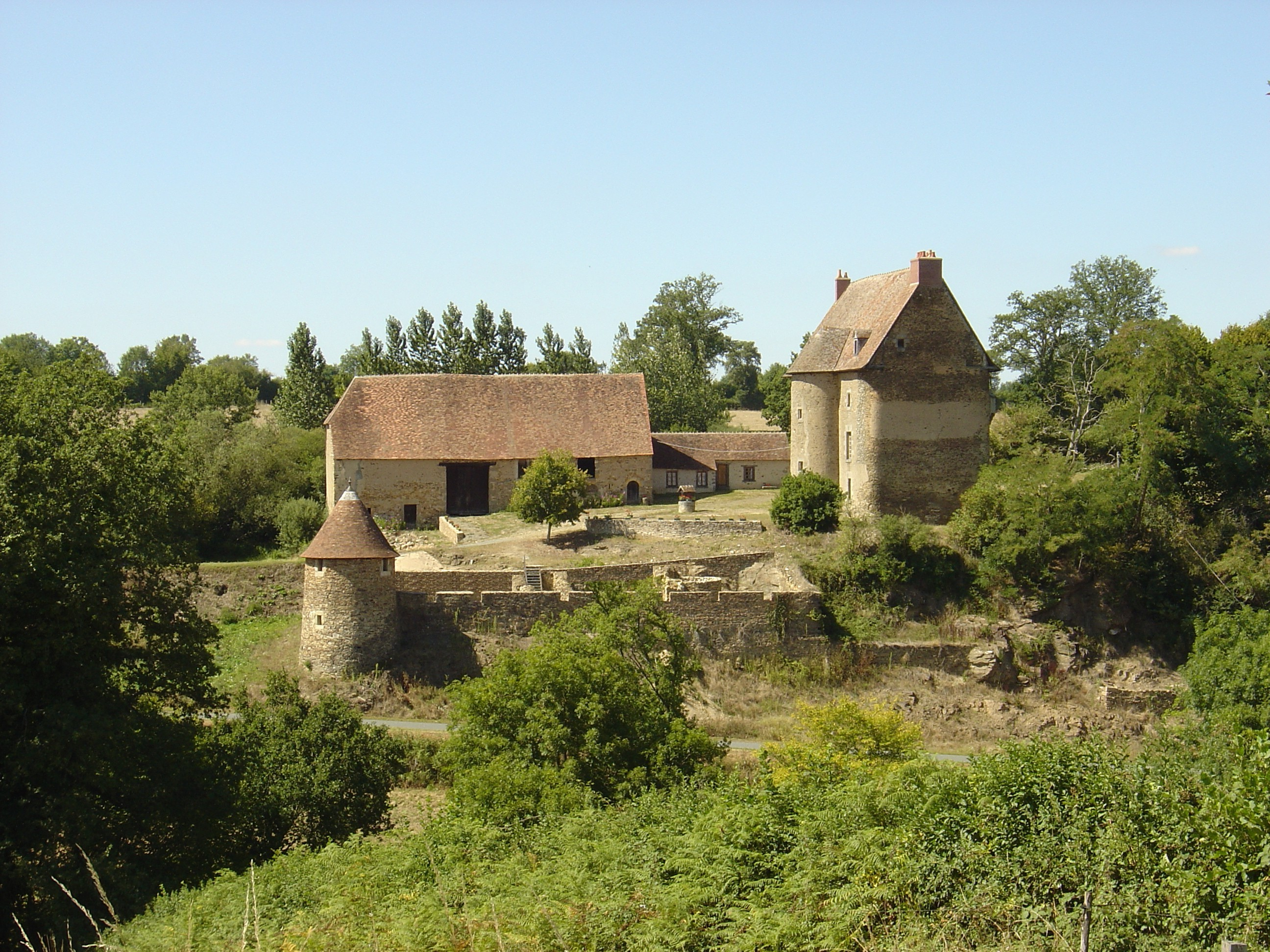
Le château du Mont, exemple de maison forte rurale sur la commune de Sazeray dans l'Indre (Berry).

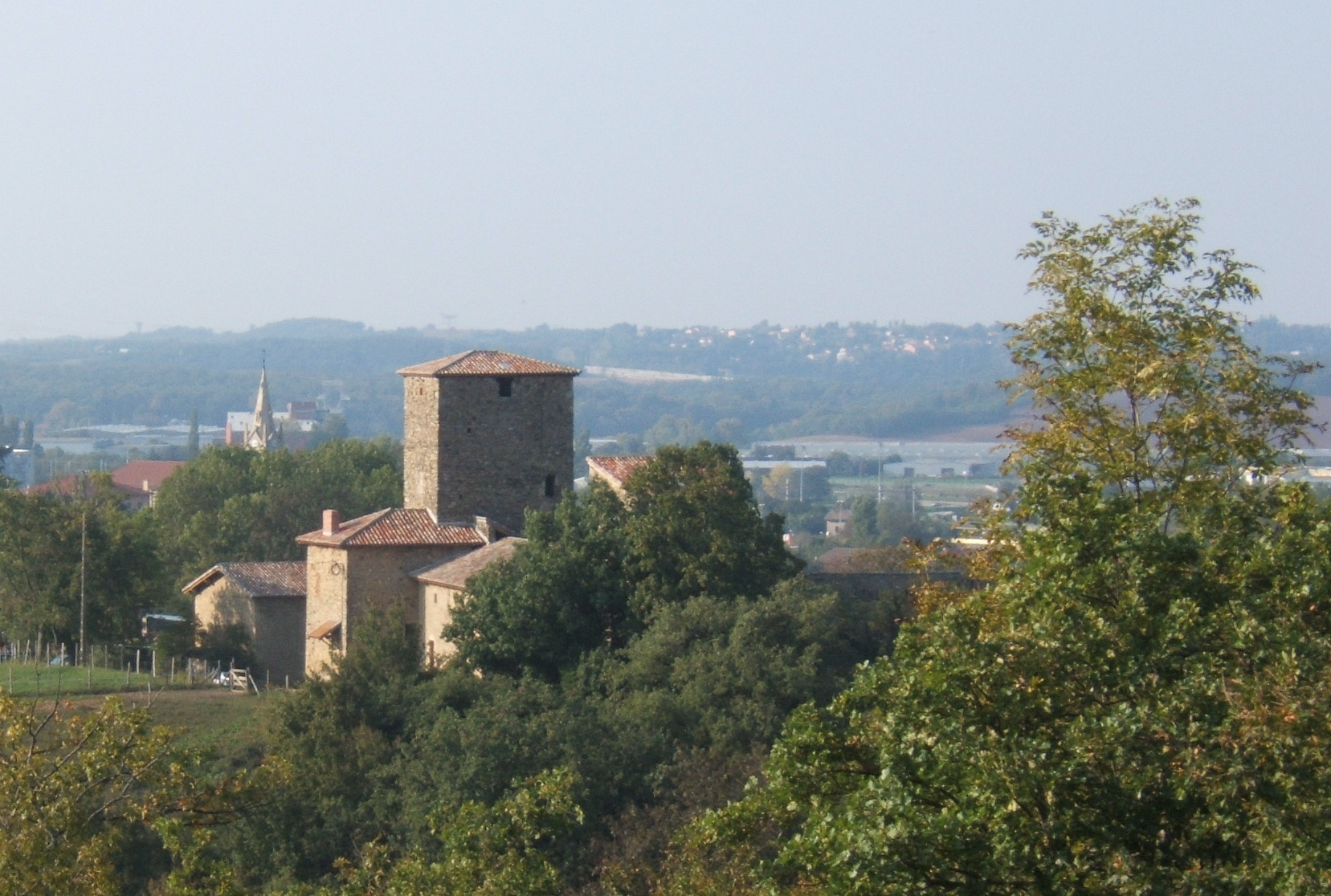
La maison forte des Allinges sur la commune de Saint-Quentin-Fallavier dans le Dauphiné.

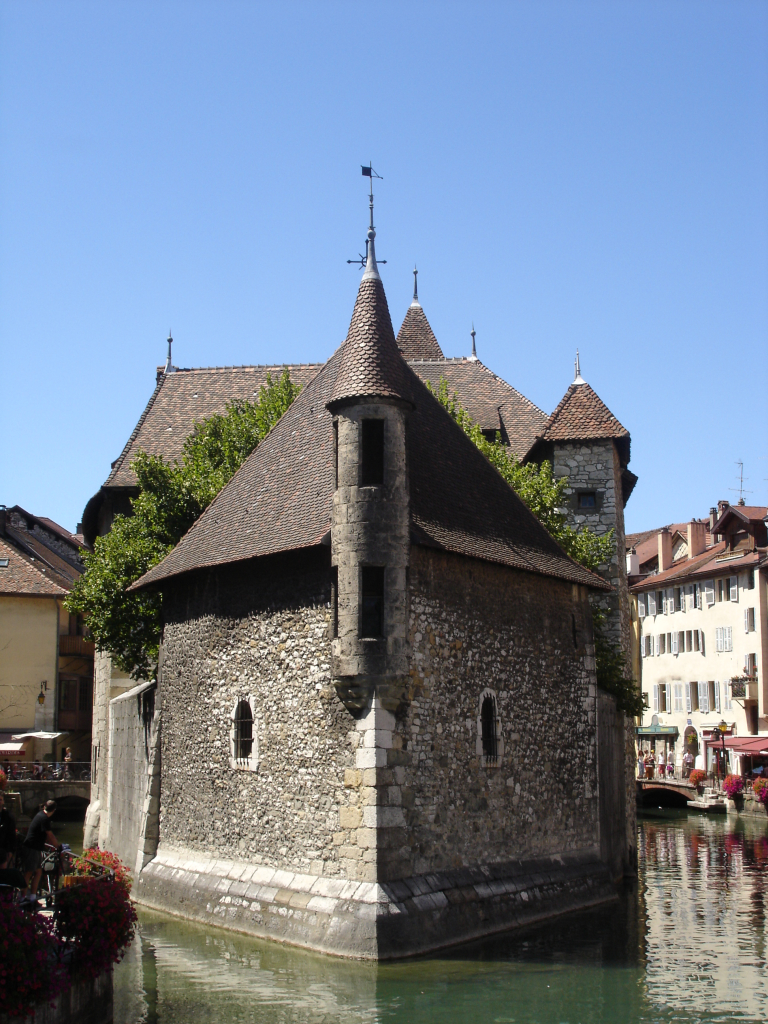
Le palais de l'Isle ou les « vieilles prisons », situé au centre d'Annecy (Haute-Savoie). Au premier plan, une échauguette coiffée avec un toit conique dit en poivrière.

## Définition
Il est bien difficile de catégoriser tel édifice en château plutôt qu'en « maison fortifiée ». Les chercheurs actuels donnent la définition de château comme « le lieu de résidence d'un détenteur du droit de ban, à l'origine d'une circonscription territoriale, mandement, châtellenie ou bourg », et non le développement autour d'une fortification mineure. Cette définition permet de ranger sous le terme de « maison forte » les résidences seigneuriales ou habitats fortifiés mineurs, distincts des castra. De par son implantation à la campagne, on peut parler de maison forte rurale et, par extension, de petite noblesse rurale. Les maisons fortes sont principalement situées aux abords des bourgs, le long des routes principales ou à la frontière d'une seigneurie. Parents de familles seigneuriales ou bourgeois enrichis n'ayant pas de droits seigneuriaux dans la structure féodale, les propriétaires de ces maisons fortes jouissent souvent de droits économiques, d'où leur positionnement près des gués et des passages, des moulins et des centres de production artisanale.
Du point de vue défensif, les maisons fortes doivent pouvoir résister quelques heures à l'assaut d'une petite troupe.
Le nombre important de maisons fortes est à mettre en relation avec la prolifération de chevaliers (miles) qui accèdent à la noblesse dans la seconde moitié du XIIe siècle, tel que nous l'apprend la lecture des hommages, aveux, dénombrements et reconnaissances.
Dans le comté de Savoie, un certain nombre de ces maisons sont fortifiées bien que cela n'apparaisse pas dans leur appellation comme l'a démontré Alain Kersuzan ; elles le sont de fait, comme pour le château (le terme de « château fort » n'apparaissant qu'au XIXe siècle).
À ce stade, il faut différencier les maisons qui sont la possession du « prince ». Ces maisons commandées par un capitaine ou un vice-châtelain dépendent d'un châtelain. Pourvu en armes, en engins et de défenseurs permanents, c'est ce dernier, le châtelain, qui procure les munitions, les engins et les armes et paye les soldes des « clients » chargés de la défense et de la garde de ces maisons et paye les travaux et l'entretien des bâtiments. Dans ces maisons, les revenus du sol et ceux du ban dus autour de celle-ci sont perçus soit par le capitaine ou le vice-châtelain.

### Bâties
Les « bâties » — et non « maison » comme le mentionnent les sources —, dépendant également d'un chef-lieu de châtellenie, sont un type de fortifications qui remplissent un rôle similaire à celui des maisons. À la différence de ces dernières que l'on rencontre également en milieu urbain, qui sont moins puissantes et plus adaptées à l'habitation et qui intègrent pour nombre d'entre elles des dépendances leur donnant une fonction agricole, les bâties, toujours situées en zone rurale, présentent un caractère essentiellement militaire.

## Considération en tant que château en «miniature»
À l'instar du château qui a servi de modèle, les détenteurs des maisons fortes ont cherché à imiter ce dernier en n'en reprenant que les éléments les plus significatifs et les plus chargés de symboles que sont la tour et la salle. Elles présentent une organisation dans l'espace calquée sur le château, avec ses espaces destinés à la vie privée (camera), ses lieux de sociabilité (aula) et ceux destinés à la pratique de la religion (capella). Elle traduit l'identité de son possesseur, son niveau de richesse, ses besoins, son goût, son statut et son rôle dans la société médiévale.
La maison forte, en plus de l'image de force et de domination, ne néglige pas pour autant l'aspect esthétique. Un soin est apporté aux aménagements extérieurs, à l'organisation intérieure et à la présence de nombreux décors peints. En Bourgogne, les maisons fortes ont leurs façades orientées à l'est, pratique qui relève d'un certain raffinement.
Les recherches actuelles menées en Franche-Comté, en Lorraine, en Bretagne et en Bourgogne montrent des morphologies variées ; en Savoie, on parlera de maison-tour et en Bretagne de manoir.

## Origine
Les études menées dans différentes régions ont permis de montrer que certaines mottes castrales (motta) avaient été transformées en maisons fortes (maison forte de Poussery). Ces recherches ont également montré une évolution similaire de la maison forte, toutes zones confondues. Les sites les plus anciens résultent de l'implantation de la petite aristocratie chevaleresque qui a bâti sa demeure sur ses alleux et qui a pris le nom de sa terre. Au XIVe siècle, on assiste à l'avènement d'une nouvelle noblesse, la « noblesse de cour ». Ce sont les nouveaux détenteurs des maisons fortes avant qu'elles ne passent aux mains des princes et des ecclésiastiques. Les communautés religieuses, cisterciens et bénédictins, séduites par le principe d'un logis fortifié implanté à la campagne, ont compté également dans leur patrimoine immobilier ce type de résidence.
Aujourd'hui, bon nombre de ces édifices se présentent à nous sous une forme qui les rapproche plus de la ferme ou des demeures de gentilshommes campagnards, et ne portent pas d'attributs dignes d'un rang noble.

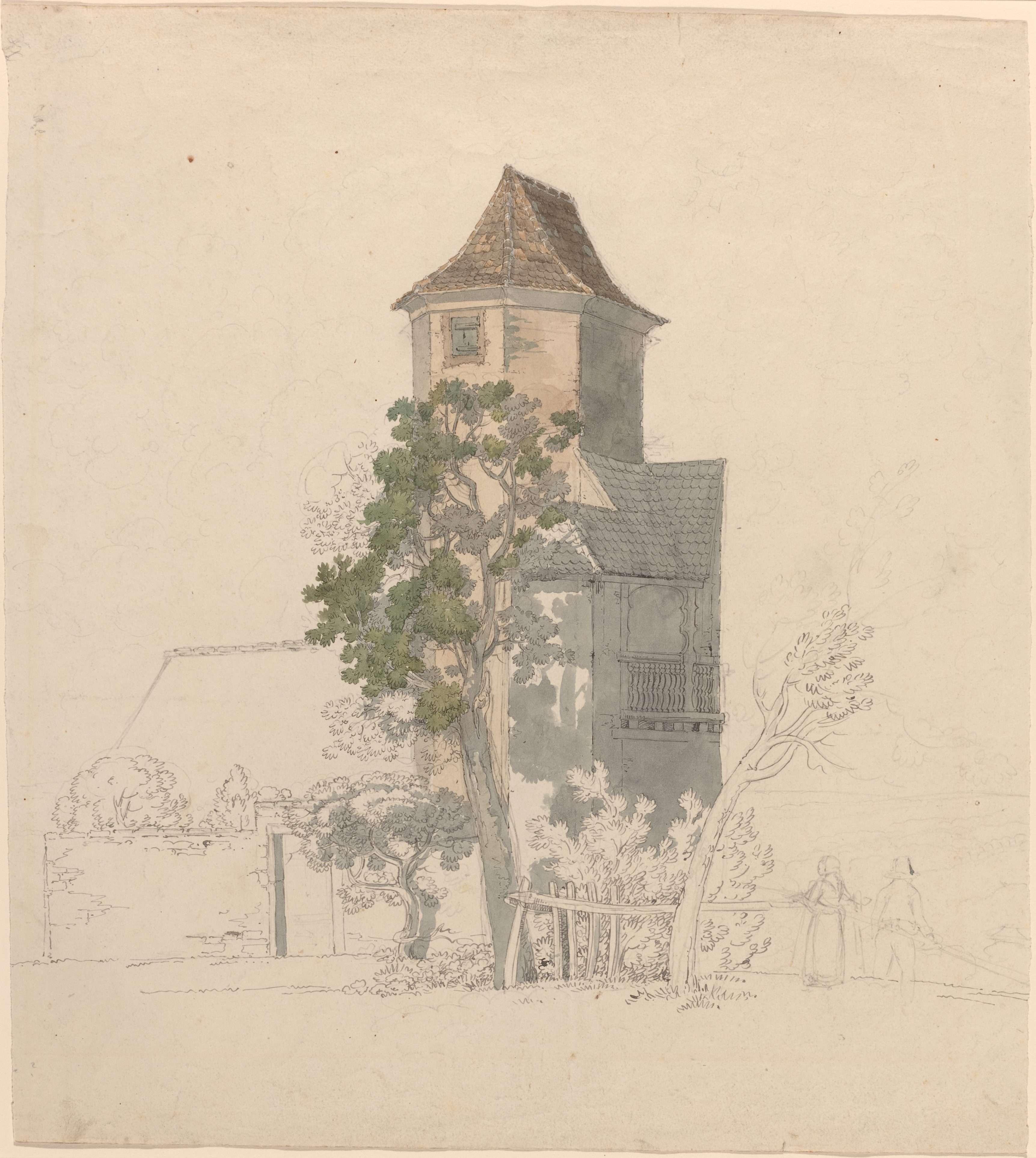
Tour de maison forte. Friedrich Salathé.

## Maisons fortes par pays

### Belgique
Bastogne a compté une maison forte érigée au IXe siècle. Elle n'a pas survécu à la seconde guerre mondiale.

### Svanétie

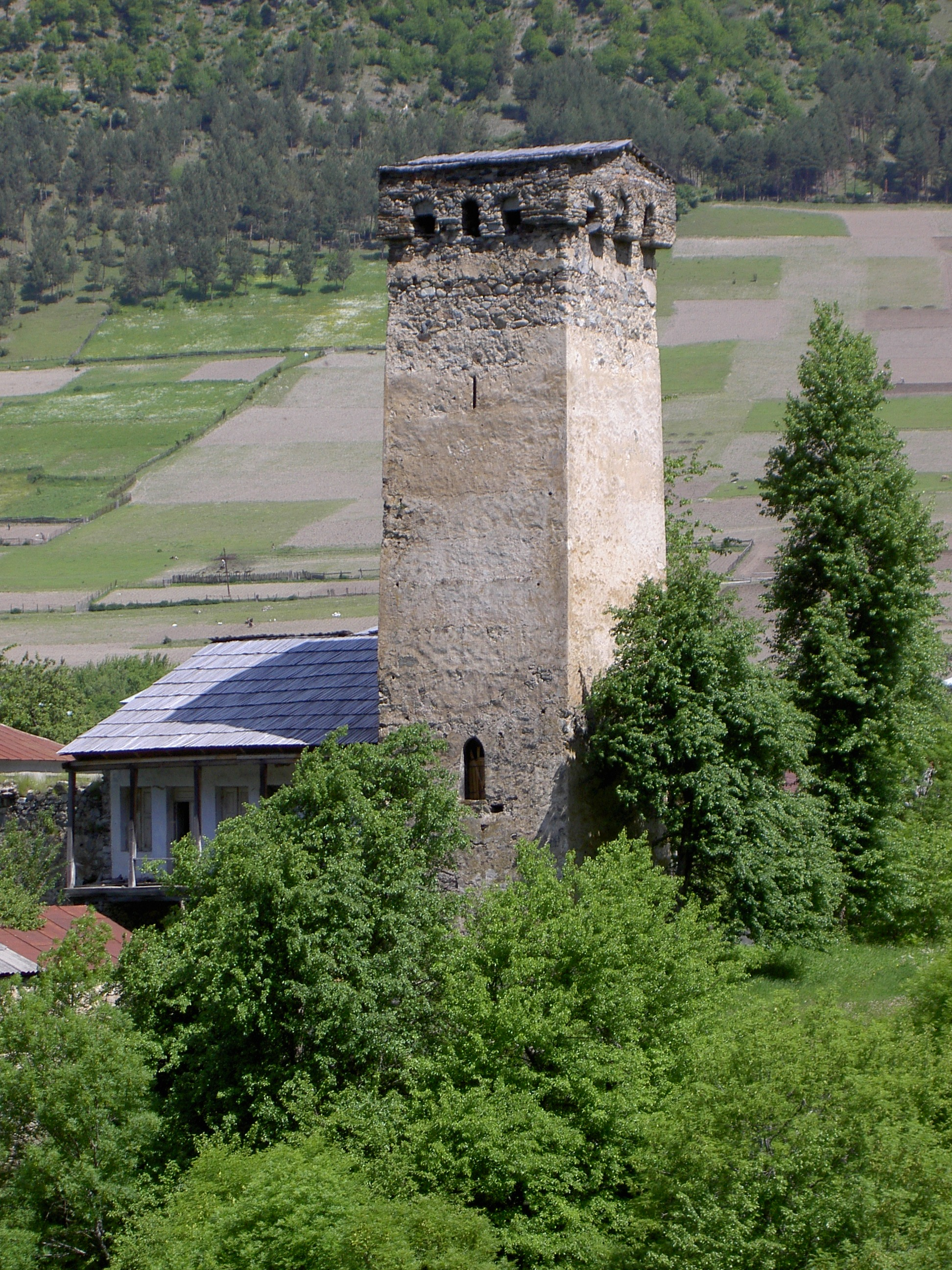
Un koshki en Svanétie.

La Svanétie, région montagneuse de la Géorgie, possède un nombre important de ce type de tours fortifiées, les tours svanes, nommées koshki, très élevées, de plan carré, à rez-de-chaussée aveugle, auxquelles on accédait par une échelle, et qui servait d'abri à une famille pendant une longue durée.